# Дека (компания)
«Дека» — новгородская компания, основанная в 1992 году предпринимателями Андреем Манским и Константином Бариновым, крупный производитель пива, кваса и безалкогольных напитков.
Главным брендом компании в настоящее время является квас живого брожения «Никола», также им принадлежат торговые марки «Большой квас», квас «Добрыня Никитич», «Степан Тимофеевич», минеральная лечебно-столовая вода «Серебряный родник», пивные марки «Megabier», «Большое пиво», линейка пива: «Бархатное», «Золотое», «Крепкое», «Жигулёвское». По состоянию на 2011 год «Дека» занимает 32 % рынка бутилированного кваса в России, уступая по этому показателю лишь компании «Очаково», у которой 35 %.
Завод основан 1 января 1973 года, в период 1976—1986 входил в объединение пиво-безалкогольной промышленности. В июне 1986 года переименован в пиво-безалкогольный завод «Новгородский». С октября 1992 года зарегистрирован как акционерное общество открытого типа «Дека».

## Современное развитие
Долгое время предприятие выпускало свою продукцию — пиво, газированные напитки и минеральную воду — исключительно для местного рынка, продажи осуществлялись только в отдельных городах северо-запада России: преимущественно в Новгороде, Пскове, незначительно в Санкт-Петербурге. Переломный момент в развитии «Деки» произошёл в 2005 году, когда компания выбрала главной своей специализацией производство натурального кваса брожения. Чтобы освоить выпуск новой продукции, на предприятии была произведена реконструкция производственных помещений, закуплено и установлено новое оборудование — первоначальные инвестиции в развитие квасного направления составили более 60 млн рублей. Как результат, 22 апреля в продажу поступил квас «Никола», который быстро занял одно из лидирующих мест на российском рынке безалкогольных напитков, за два года существования занял 16 % рынка бутилированного кваса в Москве и Санкт-Петербурге. Квас приобрёл большую популярность в основном благодаря удачным запоминающимся слоганам, обыгрывающим противопоставление русского народного напитка западной коле: «Нет коланизации, квас — здоровье нации», «Квас не кола, пей Николу».
В переводе на русский «Uncola» будет «Некола». По своему звучанию (похоже на имя «Никола») и вызываемым ассоциациям
это слово отлично вписывается в эстетику вероятного
будущего. Возможные варианты слоганов:
Спрайт. Не-кола для Николы.
(Имеет смысл подумать о введении в сознание потребителя
«Николы Спрайтова» — персонажа наподобие Рональда
Макдональда, только глубоко национального по духу).
Пусть нету ни кола и ни двора.
Спрайт. Не-кола для Николы.
Остроумная игра слов на самом деле заимствована у писателя Виктора Пелевина, который придумал её для своего романа Generation «П», где главный герой разрабатывал рекламу для безалкогольного напитка Sprite. Факт заимствования признал директор по маркетингу Никита Волков: «Мы зарегистрировали наш товарный знак в марте, и все права на него принадлежат нам. Всё время хотим поблагодарить Пелевина, но контактов нет». Впоследствии писатель грубо «отомстил» «Деке» в одном из своих следующих романов, Empire V, сочинив новый слоган: «Никола, один раз — не пидарас!».
Второй квасной бренд, «Добрыня Никитич», пошёл в производство в 2006 году и, сопровождаемый масштабной рекламной кампанией, тоже приобрёл значительную популярность. «Дека» купила права на образ героя мультфильма «Добрыня Никитич и Змей Горыныч», и во всех кинотеатрах страны перед началом сеанса демонстрировался рекламный ролик кваса. Весной 2009 года стала выпускаться антикризисная бюджетная марка «Большой квас», менее качественный напиток в трёхлитровых бутылках за меньшую цену. Руководство пошло на этот шаг, чтобы составить конкуренцию аналогичным брендам «Першинъ» и «Хлебный край» компаний «Эжен Бужеле Вайн» и «Балтика» соответственно. В сентябре «Дека» приобрела у Heineken торговую марку «Степан Тимофеевич», которая, по оценкам экспертов, занимала 7-9 % рынка кваса.

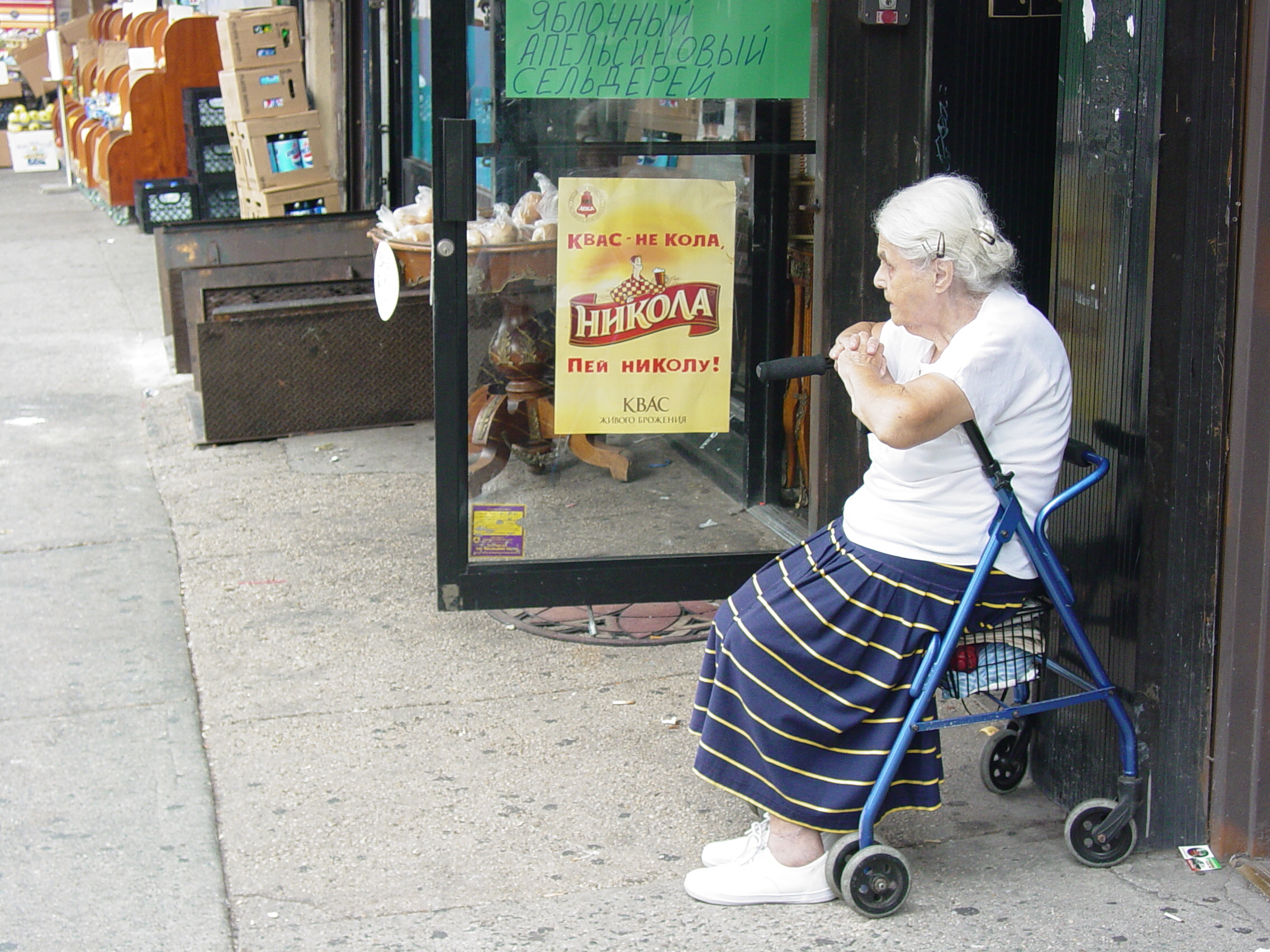
Реклама кваса «Никола» в районе Брайтон-бич, Нью-Йорк

Таким образом, в собственности компании находятся четыре отдельных квасных бренда. Мощности расположенного в Великом Новгороде завода позволяют производить до 60 млн декалитров кваса и 8 млн декалитров пива в год. В марте 2010 года компания заключила соглашение с американским гигантом PepsiCo, по условиям которого на новгородском предприятии будет разливаться их квас «Русский дар», производство будет вестись в основном зимой, во время спада потребительской активности, тогда как летом, когда спрос на квас резко возрастает, «Дека» концентрируется прежде всего на производстве своих собственных марок. В 2012 году журнал Forbes включил «Николу» в десятку самых удачных российских брендов за последние семь лет.

## Конфликт акционеров
Долгое время все акции ОАО «Дека» в равном количестве принадлежали основателям компании Андрею Манскому и Константину Баринову, но в 2009 году они решили разделить бизнес: по условиям соглашения первому должна была отойти вся компания, тогда как второму — дочерняя солодовня «Невский берег». Тем не менее, сделка так и не состоялась, и в январе 2011 года Баринов подал иск в суд с целью вернуть контроль над прибыльными торговыми марками. Прокуратура возбудила уголовное дело, и через месяц начались многочисленные обыски, Манскому было предъявлено обвинение. Однако 24 ноября дело прекратили за отсутствием состава преступления, прокурор пытался оспорить это решение суда, но в итоге так и не подал никакого протеста.
Позже выяснилось, что Манский перевёл все торговые марки на свои офшорные структуры, кроме того, около 70 % акций пришлось отдать в счёт погашения долга кредиторам «Сити Инвест Банку» и «Промсвязьбанку», которые впоследствии перепродали свои активы другим предпринимателям. В настоящее время владельцами примерно 60 % «Деки», по словам Баринова, являются структуры бизнесмена Николая Левицкого, президента и совладельца нефтесервисной компании «Геотек», партнёра Геннадия Тимченко по нефтяному бизнесу. Еще 40 % остались у Андрея Манского. Источник в банковских кругах сообщает, что Левицкому и Кузмину, владельцу «Сити Инвест Банка», принадлежат лишь 30 % компании.
По мнению аналитика инвестиционно-финансовой компании «Метрополь», исходя из финансовых показателей предприятия, стоимость «Деки» находится в диапазоне от 140 до 200 млн долларов. По словам одного из топ-менеджеров новгородской компании, выручка в 2010 году выросла на 75 %, до 2,685 млрд рублей, EBITDA — на 98 %, до 709,353 млн рублей, отношение долга к EBITDA не превышало 2. Сложные отношения акционеров никак не отразились на бизнесе компании, который продолжил показывать положительную динамику и в 2011 году. Так, в первом полугодии выручка «Деки» выросла на 19 %, до 2,031 млрд руб. В натуральном выражении продажи кваса компании в этот период увеличились на 28 %, до 15,1 млн дал.